# 지산초등학교 (전남)
지산초등학교는 대한민국 전라남도 진도군에 있는 공립 초등학교이다.

## 학교 연혁
- 1933년 4월 28일: 지산공립보통학교 개교
- 1938년 4월 1일: 지산공립심상소학교 개편
- 1941년 4월 1일: 지산공립국민학교 개편
- 일자미상 지산국민학교 개편
- 1993년 3월 1일: 고야국민학교 분교장 격하 편입
- 1995년 3월 1일: 고야분교장 폐교 및 본교 통폐합
- 1996년 3월 1일: 오송초등학교·길은초등학교 보전분교장 폐교 및 본교 통폐합
- 2000년 9월 1일: 길은초등학교 분교장 격하 편입
- 2008년 3월 1일: 길은분교장 폐교 및 본교 통폐합
- 2009년 3월 1일: 지산서초등학교 폐교 및 본교 통폐합

## 참고 자료
- 지산초등학교 - 한국교육학술정보원 학교알리미